# 937
Năm 937 là một năm trong lịch Julius.

## Sự kiện
- Kiều Công Tiễn giết Dương Đình Nghệ để cướp ngôi Tiết độ sứ Tĩnh Hải quân (tức Việt Nam).

## Mất
- Dương Đình Nghệ, người có công đánh đuổi quân Nam Hán chiếm đóng Việt Nam vào năm 931.